# Shozo Makino
Shozo Makino (牧野 正蔵, Makino Shozo), né le 15 mai 1915 et mort le 12 février 1987, est un ancien nageur japonais.

## Jeux olympiques
- Jeux olympiques d'été de 1932 à Los Angeles 
  -  Médaille d'argent sur 1 500 m libre.
- Jeux olympiques d'été de 1936 à Berlin 
  -  Médaille de bronze sur 400 m libre.